# Référendum de 2020 sur la réglementation des dépenses de campagne en Oregon
Un référendum sur la réglementation des dépenses de campagne a lieu le 3 novembre 2020 en Oregon. La population est amenée à se prononcer sur un amendement constitutionnel d'origine parlementaire, dite Mesure 107, visant à autoriser les législatures de l’État et des comtés à légiférer pour limiter les dépenses de campagne électorale des candidats aux élections, à les obliger à rendre publiques leurs dons et leurs dépenses, ainsi qu'à obliger les publicités électorales à indiquer les personnes physiques ou morales qui les financent. Au moment du vote, l'Oregon est l'un des cinq seuls états à ne pas avoir de législation de ce genre.
La mesure est approuvée à une très large majorité.

## Résultats
| Choix                     | Votes     | %     |
| ------------------------- | --------- | ----- |
| Pour                      | 1 763 276 | 78,31 |
| Contre                    | 488 413   | 21,69 |
|                           |           |       |
| Votes valides             | 2 251 689 | 93,28 |
| Votes blancs et invalides | 162 201   | 6,72  |
| Total                     | 2 413 890 | 100   |
| Abstention                | 530 698   | 18,02 |
| Inscrits/Participation    | 2 944 588 | 81,98 |

| Pour 1 763 276 (78,31 %) |  |  | Contre 488 413 (21,69 %) |
| ▲                        |  |  |                          |
| Majorité absolue         |  |  |                          |